# 扬·拉拉
扬·拉拉（捷克語：Jan Lála，1938年9月10日—），捷克男子足球运动员，场上位置是后卫。他曾代表捷克斯洛伐克国家队参加1962年国际足联世界杯，结果队伍获得亚军。